# Muliaage
Muliaage ou Muliaa’ge (divehi : މުލިއާގެ) est la résidence officielle du président des Maldives.
Muliaage est situé au centre historique de Malé à proximité de la tombe d'Abu al Barakat Yusuf al Barbari, l'homme qui a introduit l'Islam aux Maldives, de la deuxième mosquée construite à Malé par le sultan Iskandhar, du cimetière des sultans et de Munnaru, un minaret construit en 1675.
Presque tous les présidents l'occupèrent, sauf sous Maumoon Abdul Gayoom, qui s'installa au Theemuge, le siège de la Cour suprême des Maldives.